# Linia kolejowa nr 180
Linia kolejowa nr 180 – jednotorowa, zelektryfikowana linia kolejowa znaczenia państwowego łącząca posterunek odgałęźny Dorota ze stacją Mysłowice Brzezinka. Otwarta została w 1987 roku z jednoczesną elektryfikacją. Prędkość na całej linii wynosi 80 km/h. Na odcinku do km 8,410 jest linią pierwszorzędną; na dalszym fragmencie ma status linii magistralnej.